# Kongekobra
Kongekobraen (Ophiophagus hannah) er verdens længste giftslange, der kan blive op til 5-6 meter lang som fuldvoksen. Den lever i skovene i Indien og Sydøstasien, heriblandt Thailand og Indonesien. Den lever hovedsageligt af at spise mindre slanger.